# The Slim Shady LP
The Slim Shady LP es el segundo álbum de estudio del cantante estadounidense Eminem. Fue lanzado el 23 de febrero de 1999 por Aftermath Entertainment e Interscope Records. Grabado en Ferndale, Míchigan luego de que Dr. Dre y Jimmy Iovine reclutaran a Eminem, el álbum cuenta con la producción de Dr. Dre, Bass Brothers y el propio Eminem.
Con estilos musicales de West Coast rap, g-funk y horrorcore, la mayoría del contenido lírico de The Slim Shady LP está escrito desde la perspectiva del alter ego de Eminem, llamado Slim Shady, a quien creó en el Slim Shady EP (1997). El LP Slim Shady contiene representaciones caricaturescas de violencia y un uso intensivo de blasfemias, que Eminem describió como al estilo de una película de terror, en el sentido de que es únicamente por valor de entretenimiento. Aunque muchas de las letras del álbum se consideran satíricas, Eminem también describe sus frustraciones de vivir en la pobreza.
The Slim Shady LP debutó en el número dos en el Billboard 200, justo debajo de FanMail de TLC, y en el número uno en la lista Top R&B/Hip-Hop Albums. Recibió éxito comercial y crítico, y los críticos elogiaron a Eminem por su estilo lírico único, letras de humor negro y personalidad excéntrica. El primer sencillo, «My Name Is», se convirtió en la primera entrada de Eminem en el Billboard Hot 100. El álbum ganó el premio al Mejor Álbum de Rap en los premios Grammy de 2000, mientras que «My Name Is» ganó el premio a la Mejor Interpretación de Rap en Solitario. En 2000, The Slim Shady LP fue certificado cuádruple platino por la Recording Industry Association of America (RIAA).
Si bien el éxito de The Slim Shady LP convirtió a Eminem de un rapero clandestino en una celebridad de alto perfil, se convirtió en una figura muy controvertida debido a su contenido lírico, que algunos percibieron como misógino y una influencia negativa en la juventud estadounidense. A pesar de esto, el álbum ha sido incluido desde entonces en las listas de varias publicaciones de los mejores álbumes de todos los tiempos.

## Acerca del álbum
Este es el álbum debut de Eminem o mejor dicho, el álbum de su alter ego, Slim Shady, el cual se muestra como una persona exagerada, grosera, ofensiva. En el álbum se encuentran canciones como "My Name Is", donde Eminem le hace saber a la gente quien es, "Guilty Conscience" en donde Eminem se hace pasar por la consciencia mala y Dr. Dre por la buena, "Brain Damage", en donde Eminem critica a alguien que se aprovechó de él en su infancia, entre otras canciones. El álbum se caracteriza por el contenido ofensivo de sus letras.
Si se pudieran decir otras canciones importantes del álbum, serían "Role Model", "Just Don't Give A Fuck" y "My Fault". En este álbum presenta al mundo su ya conocida "doble personalidad".

## Lista de canciones
| N.º   | Título                                        | Productor(es)         | Duración |  |
| 1.    | «Public Service Announcement» (con Jeff Bass) |                       | 0:33     |  |
| 2.    | «My Name Is»                                  | Dr. Dre               | 4:28     |  |
| 3.    | «Guilty Conscience» (con Dr. Dre)             | Dr. Dre, Eminem       | 3:19     |  |
| 4.    | «Brain Damage»                                | Bass Brothers, Eminem | 3:46     |  |
| 5.    | «Paul» (Interpretado por Paul Rosenberg)      |                       | 0:15     |  |
| 6.    | «If I Had» (con Kristie Abete)                | Bass Brothers, Eminem | 4:05     |  |
| 7.    | «'97 Bonnie & Clyde»                          | Bass Brothers, Eminem | 5:16     |  |
| 8.    | «Bitch» (con Zoe Winkler)                     |                       | 0:19     |  |
| 9.    | «Role Model»                                  | Dr. Dre, Mel-Man      | 3:25     |  |
| 10.   | «Lounge» (con Marky Bass)                     |                       | 0:46     |  |
| 11.   | «My Fault»                                    | Bass Brothers, Eminem | 4:01     |  |
| 12.   | «Ken Kaniff» (con Aristotle)                  |                       | 1:16     |  |
| 13.   | «Cum on Everybody» (con Dina Rae)             | Bass Brothers, Eminem | 3:39     |  |
| 14.   | «Rock Bottom»                                 | Bass Brothers, Eminem | 3:34     |  |
| 15.   | «Just Don't Give a Fuck»                      | Bass Brothers, Eminem | 4:02     |  |
| 16.   | «Soap» (con Royce da 5'9" y Jeff Bass)        |                       | 0:34     |  |
| 17.   | «As the World Turns»                          | Bass Brothers, Eminem | 4:25     |  |
| 18.   | «I'm Shady»                                   | Bass Brothers, Eminem | 3:32     |  |
| 19.   | «Bad Meets Evil» (con Royce Da 5'9")          | Bass Brothers, Eminem | 4:13     |  |
| 20.   | «Still Don't Give a Fuck»                     | Bass Brothers, Eminem | 4:12     |  |
| 59:24 |                                               |                       |          |  |

### Tema adicional
| Versión Expandida |                                       |                  |          |  |
| N.º               | Título                                | Productor(s)     | Duración |  |
| 21.               | «Hazardous Youth» (Version Acappella) |                  | 0:47     |  |
| 22.               | «Get You Mad» (con King Tech)         | Sway & King Tech | 5:16     |  |
| 23.               | «Greg» (Version Acappella)            |                  | 0:54     |  |
| 24.               | «Bad Guys Always Die»                 | Dr. Dre, Mel-Man | 4:39     |  |
| 70:21             |                                       |                  |          |  |